# Ithomeis
Ithomeis is een geslacht van vlinders uit de familie van de prachtvlinders (Riodinidae), onderfamilie Riodininae.
Ithomeis werd in 1862 voor het eerst wetenschappelijk beschreven door Bates.

## Soorten
Ithomeis omvat de volgende soorten:
- I. aerella Grose-Smith, 1902
- I. astrea Felder, 1862
- I. aurantiaca H. Bates, 1862
- I. corena Felder, 1862
- I. eulema Hewitson, 1870
- I. heliconina Bates, 1862
- I. mimica Bates, 1862
- I. satellites Bates, 1862
- I. stalachtina Bates, 1862